# Oroszország időzónái
Oroszország jelenleg tizenegy különböző időzóna alá tartozik. Az országon belüli viszonyításhoz a fővárosi, moszkvai időt (MSK) szokás használni. 2011-ben megszüntették a téli/nyári időszámításra való átállásokat.

## Beosztás 2016-tól
|  | Az időzóna neve és rövidítése | Eltérés az UTC-től | Eltérés az MSK-tól | Föderációs alanyok az adott időzónában (a 2017. január 1-jei állapot szerint)                                                                                                   |
|  | ----------------------------- | ------------------ | ------------------ | --- |
|  | Kalinyingrádi idő (USZ1)      | +2                 | –1                 | Kalinyingrádi terület |
|  | Moszkvai idő (MSK)            | +3                 | +0                 | Az európai területen fekvő föderációs alanyok többsége |
|  | Szamarai idő (SAMT)           | +4                 | +1                 | Asztraháni terület, Szamarai terület, Szaratovi terület, Udmurtföld, Uljanovszki terület                                                                                        |
|  | Jekatyerinburgi idő (YEKT)    | +5                 | +2                 | Baskíria, Cseljabinszki terület, Hanti- és Manysiföld, Kurgani terület, Orenburgi terület, Permi határterület, Szverdlovszki terület, Tyumenyi terület, és a Jamali Nyenyecföld |
|  | Omszki idő (OMST)             | +6                 | +3                 | Omszki terület |
|  | Krasznojarszki idő (KRAT)     | +7                 | +4                 | Altaji határterület, Altaj köztársaság, Hakaszföld, Kemerovói terület, Krasznojarszki határterület, Novoszibirszki terület, Tomszki terület, Tuva                               |
|  | Irkutszki idő (IRKT)          | +8                 | +5                 | Burjátföld, Irkutszki terület |
|  | Jakutszki idő (YAKT)          | +9                 | +6                 | Amuri terület, Bajkálontúli határterület, Jakutföld nyugati része |
|  | Vlagyivosztoki idő (VLAT)     | +10                | +7                 | Habarovszki határterület, Jakutföld középső része, Tengermelléki határterület, Zsidó autonóm terület                                                                            |
|  | Magadani idő (MAGT)           | +11                | +8                 | Jakutföld keleti része, Magadani terület, Szahalini terület |
|  | Kamcsatkai idő (PETT)         | +12                | +9                 | Csukcsföld, Kamcsatkai határterület |

## Korábban

2002–2010
2010–2014
2014–2016